# Károly Sándor
Károly Sándor (* 26. November 1928 in Szeged; † 10. September 2014 in Budapest) war ein ungarischer Fußballspieler.

## Karriere
Seine fußballerische Laufbahn begann der in der Provinzstadt Szeged geborene Károly Sándor bei MTK Budapest, einem Verein, bei dem damals auch andere ungarische Fußballgrößen wie Nándor Hidegkuti, Mihály Lantos oder József Zakariás, allesamt Mitglieder der so genannten „Goldenen Elf“ der Ungarn, aktiv waren. Dem Verein blieb Sándor während seiner gesamten Karriere treu. Seine erste Meisterschaft mit MTK holte er 1951. In den Jahren 1953 und 1958 folgten drei weitere. Den ungarischen Pokal konnte der Verein im Jahr 1952 erringen. Auch im Mitropapokal war man sehr erfolgreich und holte sich diesen 1955 und 1963. In seiner letzten Saison bei MTK holte Sándor mit seinem Verein um ein Haar auch noch den Europapokal der Pokalsieger. Das Finale im Heysel-Stadion in Brüssel gegen Sporting Lissabon aus Portugal endete 3:3 nach Verlängerung, wobei Károly Sándor zwei Tore gelangen, und ein Wiederholungsspiel musste über den Sieger entscheiden. In diesem zweiten Finalspiel gewann Sporting in Antwerpen mit 1:0. Dieses Spiel war das Letzte in der Karriere von Károly Sándor. Insgesamt bestritt er für MTK Budapest 379 Ligaspiele, in denen ihm 182 Tore gelangen.
In der ungarischen Fußballnationalmannschaft kam Károly Sándor zwischen 1949 und 1964 in 75 Länderspielen zum Einsatz. Darin gelangen ihm 27 Tore. Sein erstes großes Turnier war die Weltmeisterschaft in Schweden 1958. Bei der Weltmeisterschaft vier Jahre zuvor, als Ungarn nur knapp am ersten Titelgewinn scheiterte, war er nicht im Kader. Nachdem die meisten Spieler der „Goldenen Elf“ entweder ihre Karriere im Nationaldress beendet hatten oder nach dem niedergeschlagenen Volksaufstand in den Westen gegangen waren, erhielt Sándor einen Stammplatz und war eine der Stützen der ungarischen Mannschaft bei der WM 1958. Doch auch er konnte das Ausscheiden des amtierenden Vizeweltmeisters nach der Vorrunde nicht verhindern. Bei der Weltmeisterschaft gelang ihm beim 4:0 gegen Mexiko im letzten Gruppenspiel ein Treffer zum zwischenzeitlichen 3:0. Vier Jahre später in Chile gehörte der Stürmer erneut zum Aufgebot Ungarns, jedoch gelangen ihm dieses Mal keine Tore, während sein Team erst im Viertelfinale an der Tschechoslowakei scheiterte.